# للفقراء مجانا (مسلسل)
للفقراء مجانا مسلسل تلفزيوني عراقي، من إخراج نبيل يوسف، وتأليف حسن دكسن.

## الممثلون
- عبير فريد.
- بهجت الجبوري.
- خليل الرفاعي.
- إيناس طالب.
- تمارا محمود.
- كريم محسن.
- فوزية حسن.
- طه علوان.